# Abdoul Danté
Abdoul Karim Danté (29 oktober 1998) is een Malinees voetballer die sinds 2025 bij FK Panevėžys speelt. 

## Carrière
In 2015 nam Abdoul Danté met Mali deel aan het WK onder 17 in Chili. Danté was de aanvoerder van de Malinese selectie die op het toernooi de finale zou bereiken. Nadien kon hij rekenen op de interesse van verschillende Belgische clubs. In december 2015 ruilde hij het Malinese Jeanne d'Arc FC in voor RSC Anderlecht.
In oktober 2016 ondertekende Abdoul Danté bij RSC Anderlecht zijn eerste profcontract. Op 6 april 2018 maakte hij zijn debuut voor de Brusselse club in de Play-off I-wedstrijd tegen Sporting Charleroi. Hij mocht toen van trainer Hein Vanhaezebrouck na 89 minuten invallen voor ploeggenoot Alexis Saelemaekers. Danté mocht nadien nog twee keer invallen: tegen Club Brugge opnieuw voor Saelemaekers, en tegen KAA Gent voor Josué Sá.
Toen de grote doorbraak bij Anderlecht uitbleef, liet de club hem in augustus 2019 vertrekken naar Excelsior Virton in Eerste klasse B. Ook daar kwam hij amper aan spelen toe. Toen de club geen proflicentie kreeg voor het seizoen 2020/21, stapte hij in september 2020 over naar RWDM. Danté startte in zijn debuutwedstrijd tegen RFC Seraing nog als centrale verdediger, maar daarna posteerde trainer Laurent Demol hem als verdedigende middenvelder.

## Statistieken
| Seizoen | Club             | Land            | Competitie         | Competitie | Competitie | Beker | Beker | Supercup | Supercup | Europees | Europees | Totaal | Totaal |
| Seizoen | Club             | Land            | Competitie         | Wed.       | Dlp.       | Wed.  | Dlp.  | Wed.     | Dlp.     | Wed.     | Dlp.     | Wed.   | Dlp.   |
| ------- | ---------------- | --------------- | ------------------ | ---------- | ---------- | ----- | ----- | -------- | -------- | -------- | -------- | ------ | ------ |
| 2017/18 | RSC Anderlecht   | Vlag van België | Jupiler Pro League | 3          | 0          | 0     | 0     | 0        | 0        | 0        | 0        | 3      | 0      |
| 2018/19 | RSC Anderlecht   | Vlag van België | Jupiler Pro League | 0          | 0          | 0     | 0     | —        | —        | 0        | 0        | 0      | 0      |
| 2019/20 | Excelsior Virton | Vlag van België | Eerste klasse B    | 3          | 0          | 0     | 0     | —        | —        | —        | —        | 3      | 0      |
| 2020/21 | RWDM             | Vlag van België | Eerste klasse B    | 10         | 1          | 1     | 0     | —        | —        | —        | —        | 11     | 1      |
| TOTAAL  | TOTAAL           | TOTAAL          | TOTAAL             | 16         | 1          | 1     | 0     | 0        | 0        | 0        | 0        | 17     | 1      |

## Familie
- Danté is de broer van atlete Djénébou Danté, die in 2016 vlaggendraagster was voor Mali op de Olympische Zomerspelen 2016.